# Guindulungan

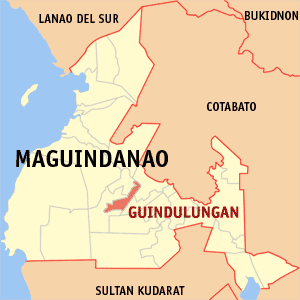
Bản đồ Maguindanao với vị trí của Guindulungan

Guindulungan là một đô thị ở tỉnh Maguindanao, Philippines.

## Các đơn vị hành chính
Guindulungan được chia ra 11 barangay.
- Ahan
- Bagan
- Datalpandan
- Kalumamis
- Kateman
- Lambayao
- Macasampen
- Muslim
- Muti
- Sampao
- Tambunan II